# Meriania pulcherrima
Meriania pulcherrima är en tvåhjärtbladig växtart som beskrevs av Theodor Carl Karl Julius Herzog. Meriania pulcherrima ingår i släktet Meriania och familjen Melastomataceae. Inga underarter finns listade i Catalogue of Life.